# Sydsvenska geografiska sällskapet
Sydsvenska Geografiska Sällskapet (SGS) är en ideell förening med intresse inom ämnesområdet geografi.
Sällskapets ändamål är att fördjupa och till vidare kretsar sprida kännedom om geografisk vetenskap och forskning. Vidare arbetar sällskapet med att följa och främja ämnet geografi, geografisk forskning och utbildning samt att utgöra ett stöd för forskningsarbetet vid de geografiska institutionerna vid Lunds universitet.
Sällskapet ger ut Svensk geografisk årsbok . som normalt innehåller en bibliografi och krönika, avhandlingsrecensioner och andra skrifter. Föreningen delar ut stipendier ur Torsten Hägerstrands fond.
Sällskapets säte är Lund.
Sällskapet anges som South-Swedish Geographical Society på engelska.
Samverkan sker med andra föreningar såsom Geografilärarnas Riksförening och Svenska Sällskapet för Antropologi och Geografi.

## Historia
Geografiämnet bröts ur statskunskap och blev en egen disciplin i slutet av 1800-talet. Tjänster inrättades vid de svenska universiteten mellan 1894 och 1912. Lund var äldst, Uppsala och Göteborg kom 1901 och Stockholm var yngst. Mindre föreningsbildningar kring dessa inrättade tjänster uppstod lokalt ungefär samtidigt. I Lund bildades två sällskap, Geografiska föreningen och Sydsvenska Geografiska Sällskapet. Båda hade Helge Nelson som initiativtagare. 1921 bildade han Geografiska föreningen med syfte att sammanföra universitetsstuderande med intresserade borgare i Lund. En kärnfråga var tidigt att få fram pengar till att hjälpa de geografistuderande med sina examensarbeten, tryck mm, varför Helge Nelson startade ett större sällskap, Sydsvenska geografiska sällskapet. Det så kallade stiftelseprotokollet är utfärdat i Malmö 16 maj 1925. Vid protokollet satt Helge Nelson själv. Ordförande var Malmöhus läns landshövding Robert de la Gardie
Vid mötet var ett stort antal personer från näringslivet företrädda. I stadgarna infördes som första paragraf sällskapets syfte "att fördjupa och till bredare kretsar sprida kännedom om vårt eget lands geografi, ej minst om Sydsveriges natur samt kultur- och näringsgeografi, att följa och befordra geografisk forskning i främmande länder med särskild hänsyn till deras betydelse för vårt land, samt att utgöra ett stöd för forskningsarbetet vid Lunds universitets geografiska institution".
Svensk geografisk årsbok kunde komma ut redan första året då tack vare allt stöd som fanns från föreningens mecenater.

1945 tillkom sällskapets forskningsfond och 1950 stiftades genom donation Skattmästarens fond. Senare har Torsten Hägerstrands fond instiftats.
Under 1990-talet har Geografiska föreningen gått samman med Sydsvenska geografiska sällskapet. (årtal?)